# Sallaumines
Sallaumines ist eine Gemeinde im Norden Frankreichs mit 9633 Einwohnern (Sallauminois genannt, Stand 1. Januar 2022) im Département Pas-de-Calais in der Region Hauts-de-France. Der Ort gehört zur Communauté d’agglomération de Lens-Liévin, die aus 36 Gemeinden mit insgesamt 250.000 Einwohnern besteht.

## Geographie
Nachbargemeinden sind Méricourt im Südosten, Avion im Südwesten, Lens im Westen, Loison-sous-Lens im Norden, Harnes im Nordosten und Noyelles-sous-Lens im Osten.

## Geschichte
Ein prägendes Ereignis in der Geschichte der Region war das Grubenunglück von Courrières am 10. März 1906, das 1099 Tote forderte. Mitte der 1920er Jahre war die Kindersterblichkeit bei eingewanderten polnischen Arbeiterfamilien besonders hoch. 1935 wurde ein Politiker des Parti communiste français ins Bürgermeisteramt gewählt.
| 1954   | 1962   | 1968   | 1975   | 1982   | 1990   | 1999   | 2006   | 2013  |
| ------ | ------ | ------ | ------ | ------ | ------ | ------ | ------ | ----- |
| 14.541 | 15.335 | 14.768 | 12.971 | 12.081 | 11.036 | 10.677 | 10.413 | 9.505 |

## Partnerstädte
- Lugau, Deutschland (1965)[3]
- Trbovlje, Slowenien (1965)
- Tores, Ukraine (1973)
- Wodzisław Śląski, Polen (1989)

## Verkehr
Der Ort hat im Westen und Nordosten Anschluss an die A21 (Lens–Douai). Durch Sallaumines verläuft die N43.